# آنیسا تان
آنیسا تان (انگلیسی: Anissa Tann؛ زادهٔ ۱۰ اکتبر ۱۹۶۷) بازیکن فوتبال اهل استرالیا است.

وی همچنین در تیم ملی فوتبال زنان استرالیا بازی کرده‌است.